# Mesochorus agnesiae
Mesochorus agnesiae is een vliesvleugelig insect (orde Hymenoptera) uit de familie van de gewone sluipwespen (Ichneumonidae). De wetenschappelijke naam van de soort werd in 2016 door Rebecca Kittel gepubliceerd als nomen novum voor Mesochorus turgidus Kusigemati, 1985. De naam Mesochorus turgidus was in 1974 door C.E. Dasch al vergeven aan een andere sluipwesp. De naam gedenkt Maria Gaetana Agnesi (1718–1799), een Italiaans wiskundige.
In 2018 publiceerden Rodrigo Araujo, Felipe Vivallo en Bernardo Santos, kennelijk onbekend met Kittels artikel, nogmaals een nomen novum, Mesochorus lasallei, nom. superfl. Die naam was bedoeld als postuum eerbetoon aan de entomoloog John La Salle (1951–2018).